# 須和田式
須和田式（すわだしき）とは、杉原荘介によって、1942年に提唱された関東地方の弥生時代中期前半期の土器型式名である。当初杉原は、千葉県市川市須和田二丁目及び真間二丁目に所在する須和田遺跡出土資料から、現在真間式（飛鳥時代～奈良時代に相当）、国分式（平安時代初めごろに相当）に当たる時期の土師器の型式名を1933年に須和田一式、須和田二式と呼称したが、1942年中期後半の宮ノ台式に先行する土器型式名として位置付けた。杉原は、1940年の「武蔵弥生町出土の弥生式土器に就いて」のなかで、神奈川県小田原市谷津遺跡の土器を編年するにあたって、小田原前期と後期にわけ、前者を西方の文化の影響を色濃く受けたものとしての櫛描文の土器群、後者を縄文が施文された在地の独自の様式の土器群とし、「須和田遺跡出土土器の中の或る一類」とした。この位置づけは谷津遺跡の土器群の本来の意味合いと須和田式の内容をあいまいにさせるものであったが、杉原が提唱したものであること、宮ノ台式に先だつ沈線、櫛描文、刺突文といった施文技法を多用する型式をもつ土器群を総称するのに便利なことから定着していった。
1967年、76年の中村五郎及び1980年の鈴木正博、加津子両氏、1983年の関義則による神奈川県平沢北ノ開戸遺跡及び栃木県出流原遺跡出土資料の検討によって型式内容の見直しが行われている。なお、弥生時代中期は6期に区分され、そのうち前半は、1～3期とされ、1期は杉原によって岩櫃山式と名付けられた土器群で、須和田式は2～3期に充てられている。

## 編年

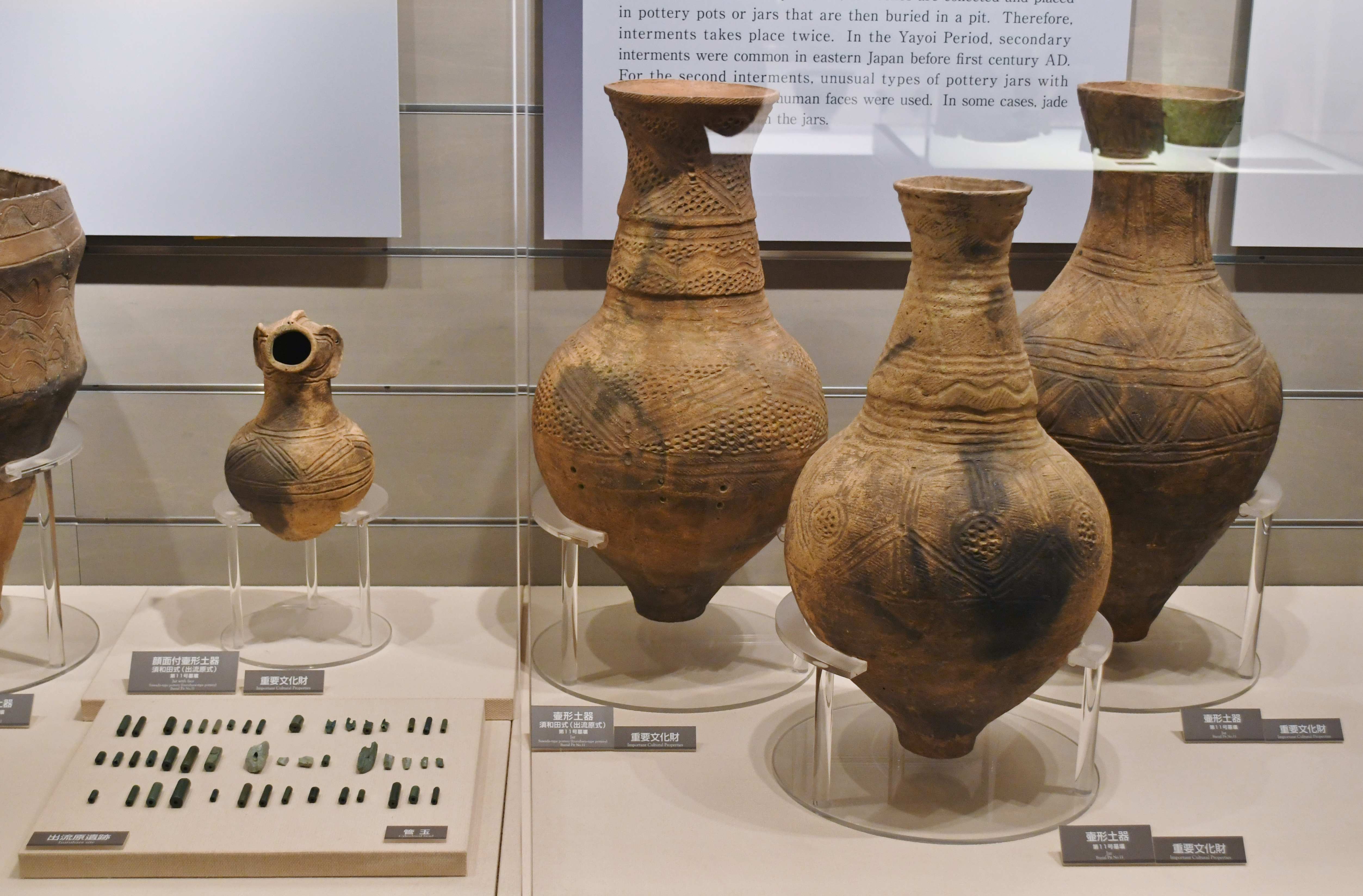
出流原遺跡出土土器明治大学博物館展示。

須和田式の特徴的な土器は、口縁部が逆台形に開き、小さい平底の底部をもつ肩の張った細い長頸壺である。
古相のものは、神奈川県平沢北ノ開戸遺跡及び栃木県出流原遺跡、埼玉県上敷免遺跡出土の資料であり、器面全体を太い沈線で区分し、条痕文を主に縄文を充填して胴部下半を全面条痕を施すタイプと肩部に沈線で三角形を交互に繰り返し、縄文や刺突文で充填し、胴部下半は無文か条痕がまばらに施されるタイプがある。鈴木や関は、前者を平沢式ないし平沢型、後者を出流原式ないし出流原型と呼称し、前者と後者の大きな違いは胎土の質感が異なっている点にあげられ、それぞれに古相から新相への変遷がみられる。
新相のものは、埼玉県須釜遺跡の再葬墓や池上・小敷田遺跡の出土例である。胴部下半の条痕がまばらか無文で、肩部に沈線で区分された三角形に縄文や刺突文が充填されるもの、肩部に加えて胴部中央部に紡錘状ないしはひし形の区画が繰り返されて縄文や刺突文が充填されるものがみられる。また口縁部や胴部に波状文が繰り返され、その間に縄文が充填される長頸壺や深鉢状の広口壺があらわれる。長頸壺はややなで肩の傾向が現れる。